# ایروان‌تپه
ایروان تپه مربوط به دوران‌های تاریخی پس از اسلام است و در شهرستان قروه، بخش چهاردولی، روستای شیروانه واقع شده و این اثر در تاریخ ۲۵ اسفند ۱۳۷۹ با شمارهٔ ثبت ۳۵۸۱ به‌عنوان یکی از آثار ملی ایران به ثبت رسیده است.